# امت توپینو
امت توپینو (انگلیسی: Emmett Toppino؛ ۱ ژوئیه ۱۹۰۹ – ۸ سپتامبر ۱۹۷۱) دونده اهل ایالات متحده آمریکا بود.